# Aporoctena
Aporoctena là một chi bướm đêm thuộc họ Geometridae.

## Các loài
- Aporoctena aprepes (Turner, 1904)
- Aporoctena scierodes Meyrick, 1892

## Hình ảnh

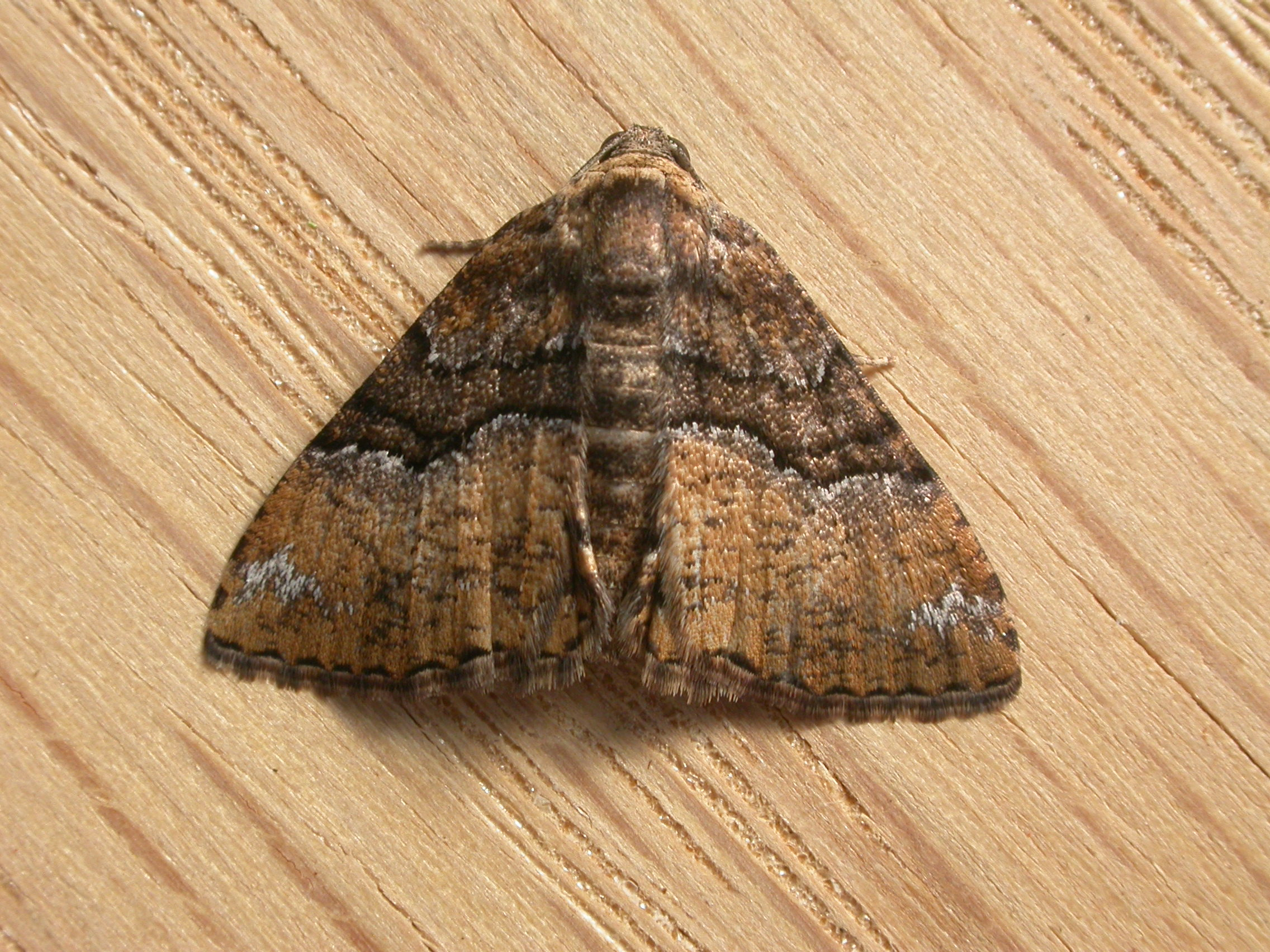
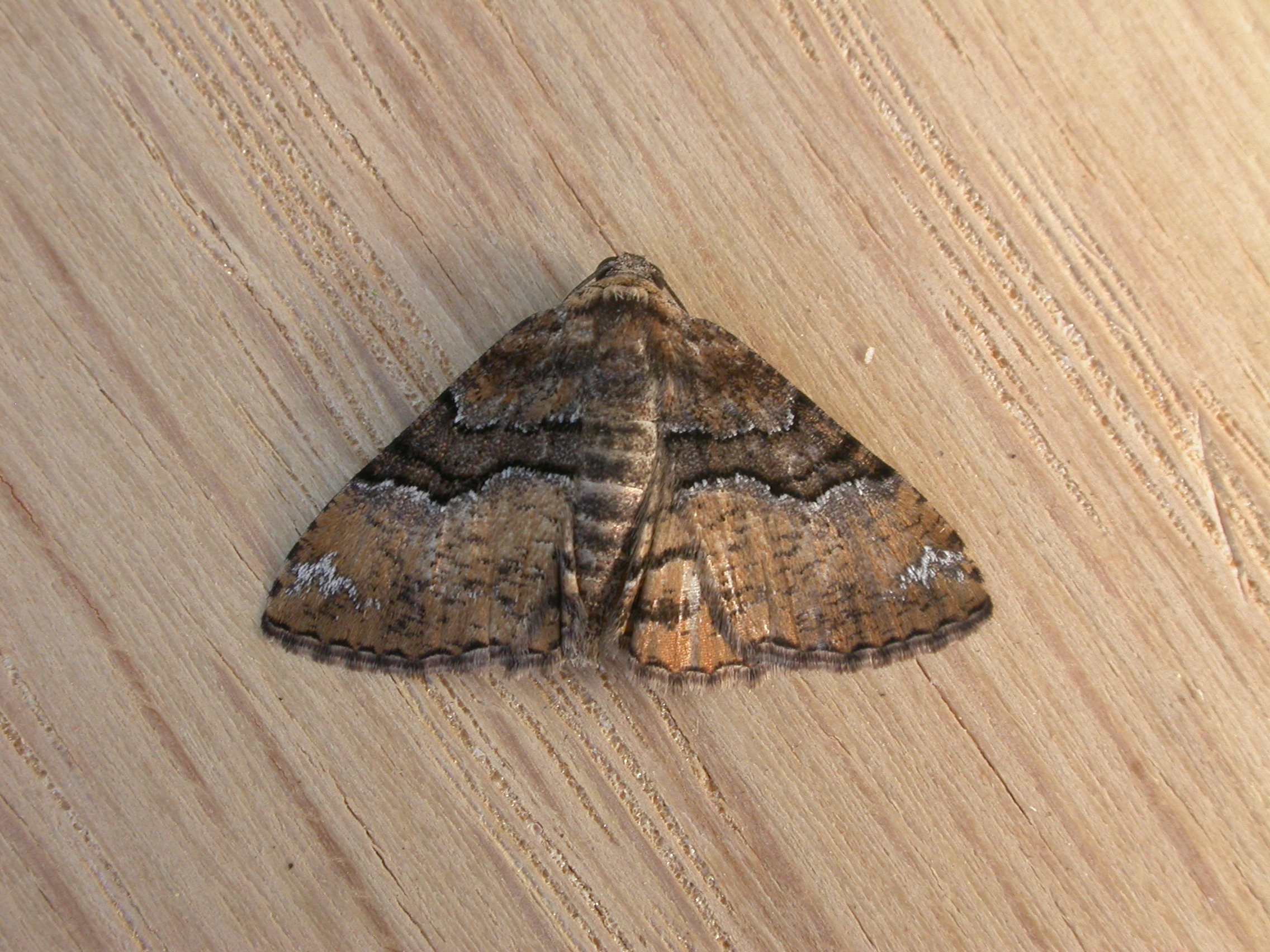
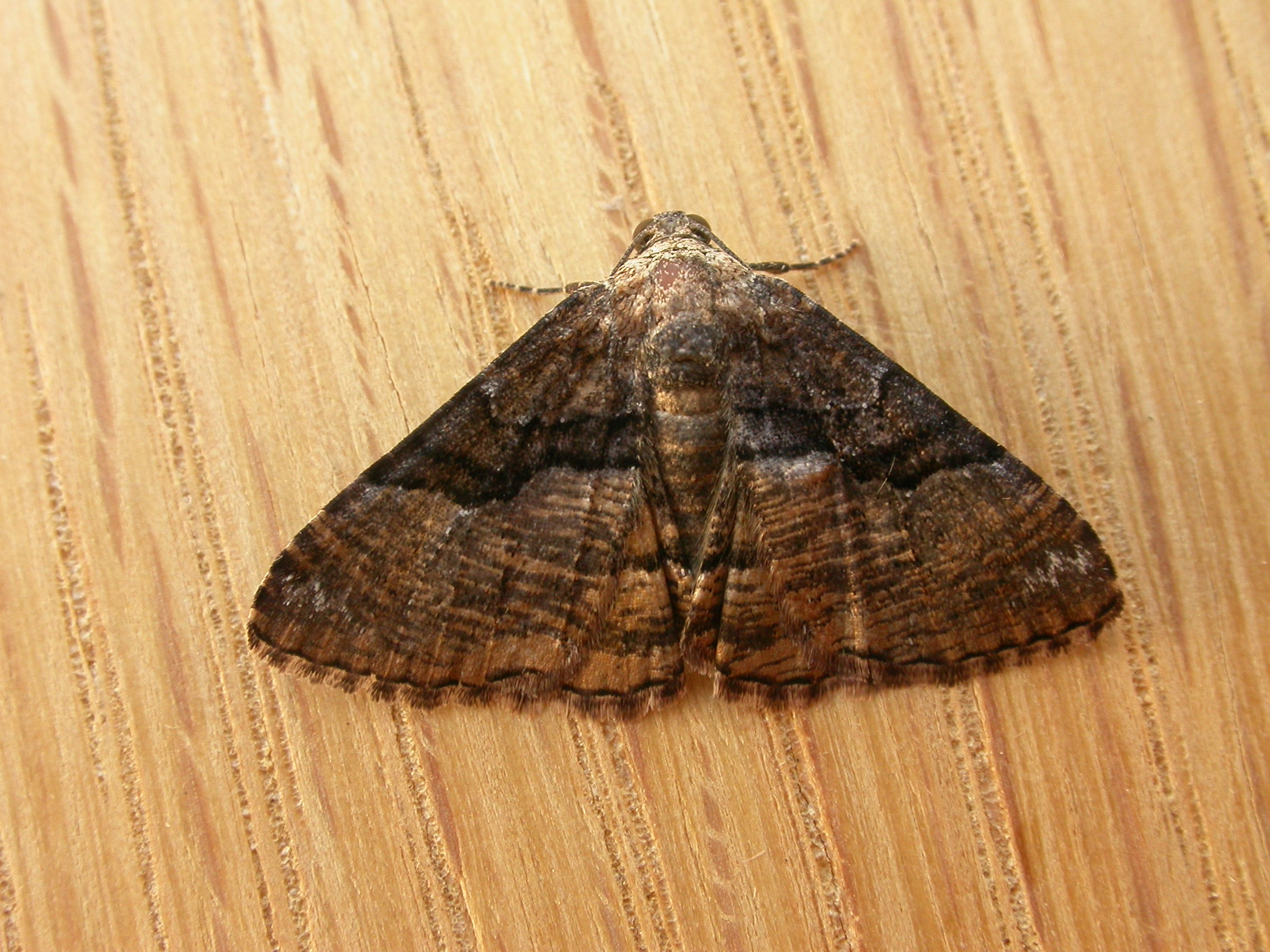
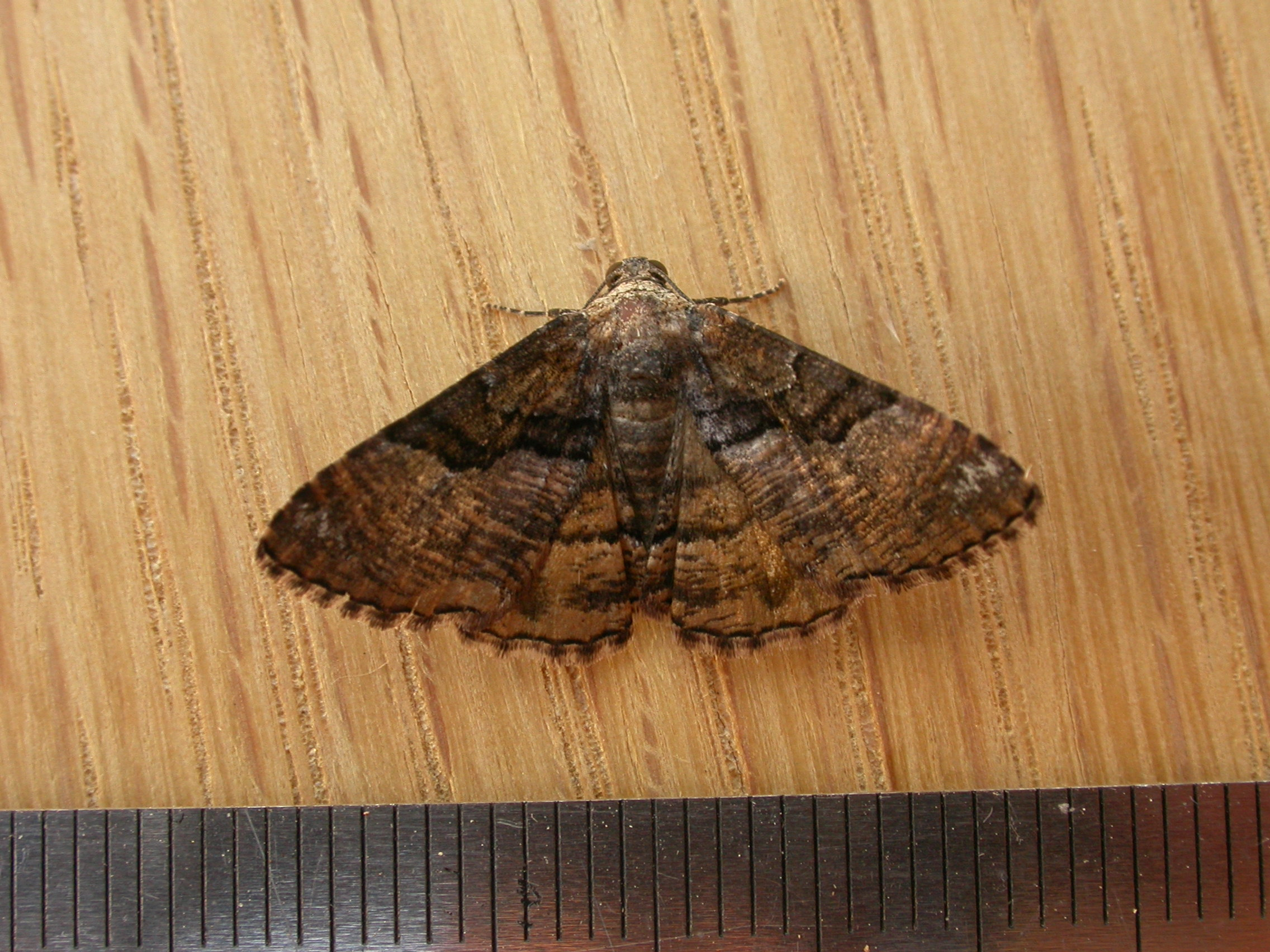